# Shibarikyū-Park

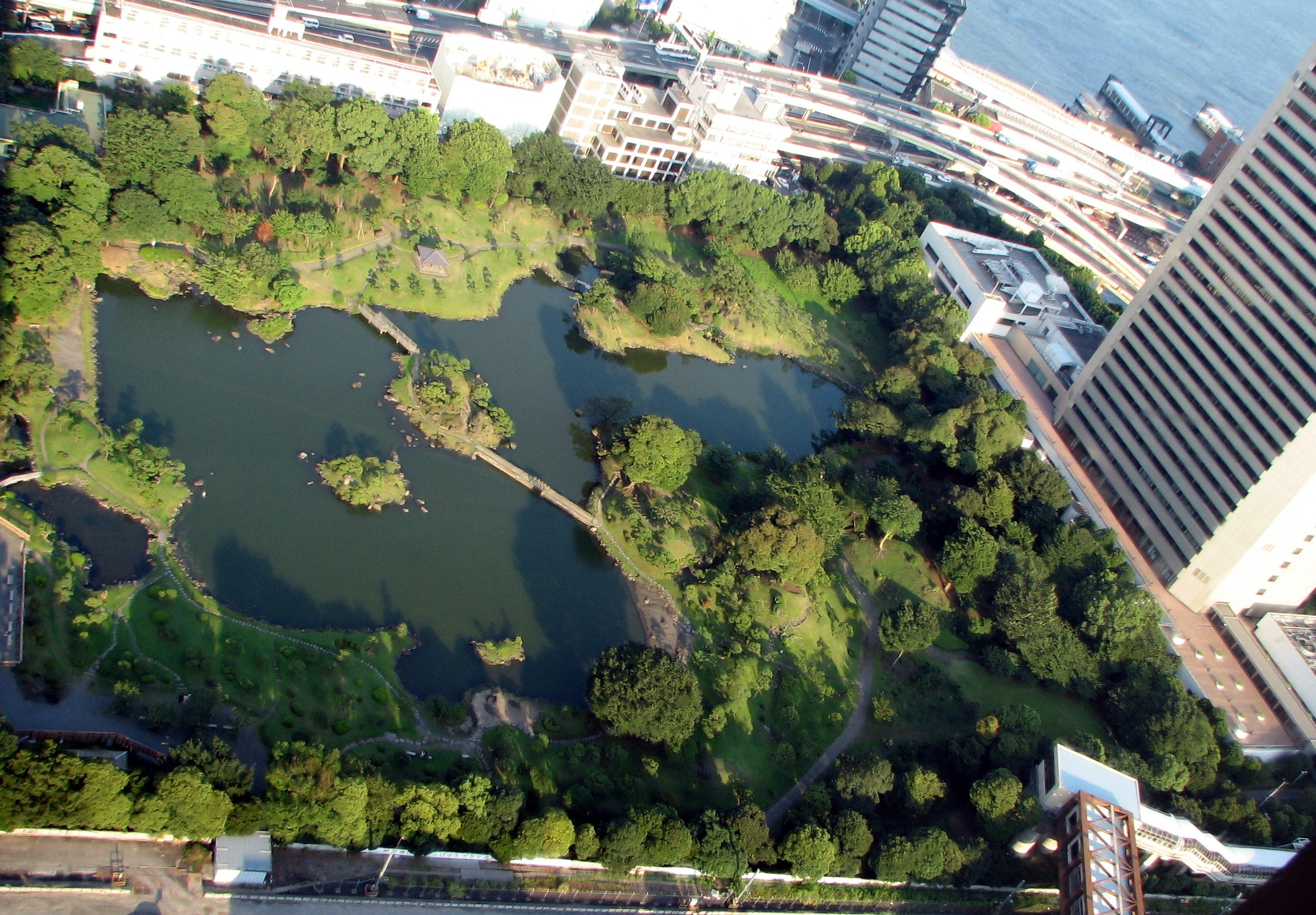
Blick aus dem World Trade Center

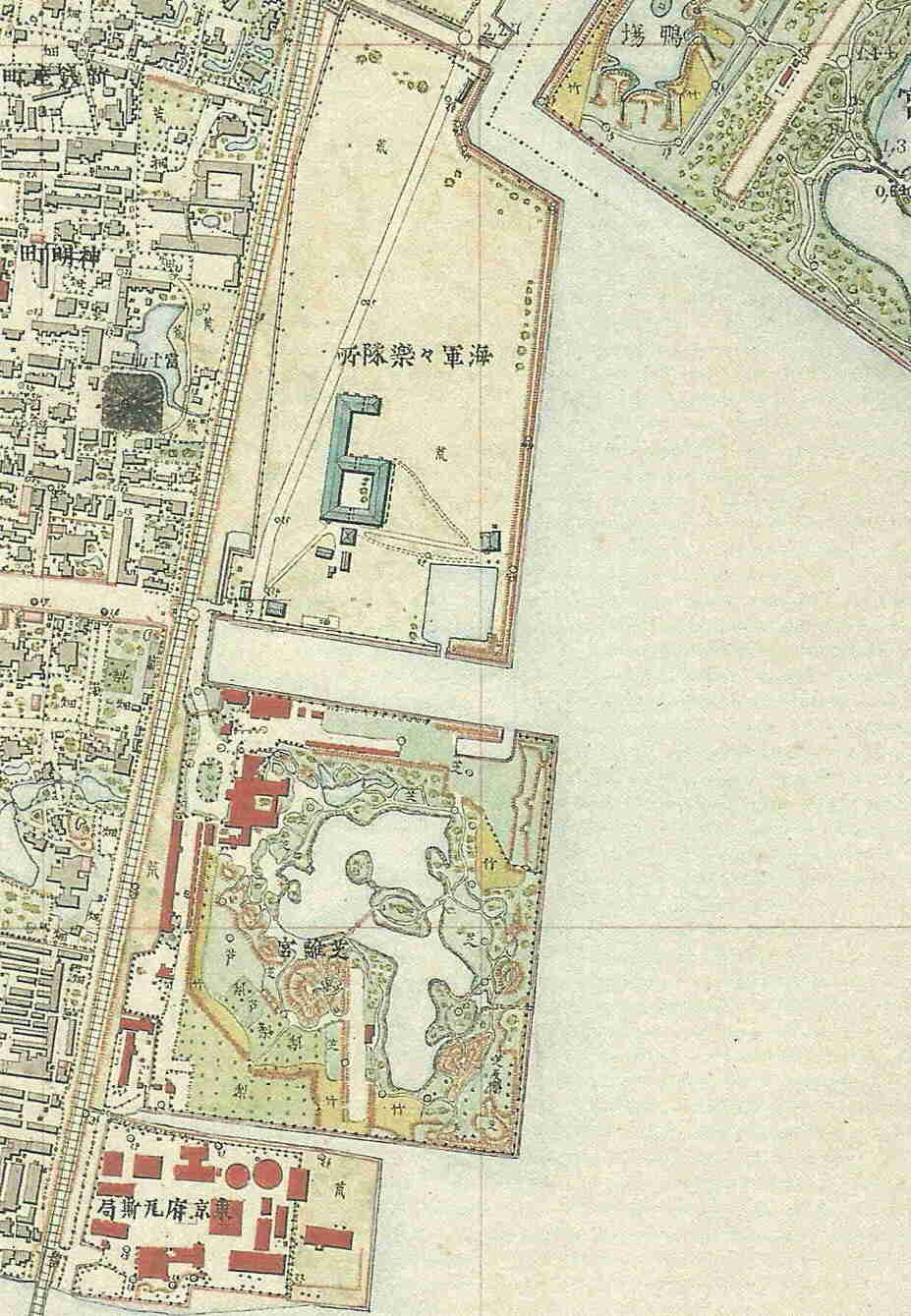
Das Ufer, 1884

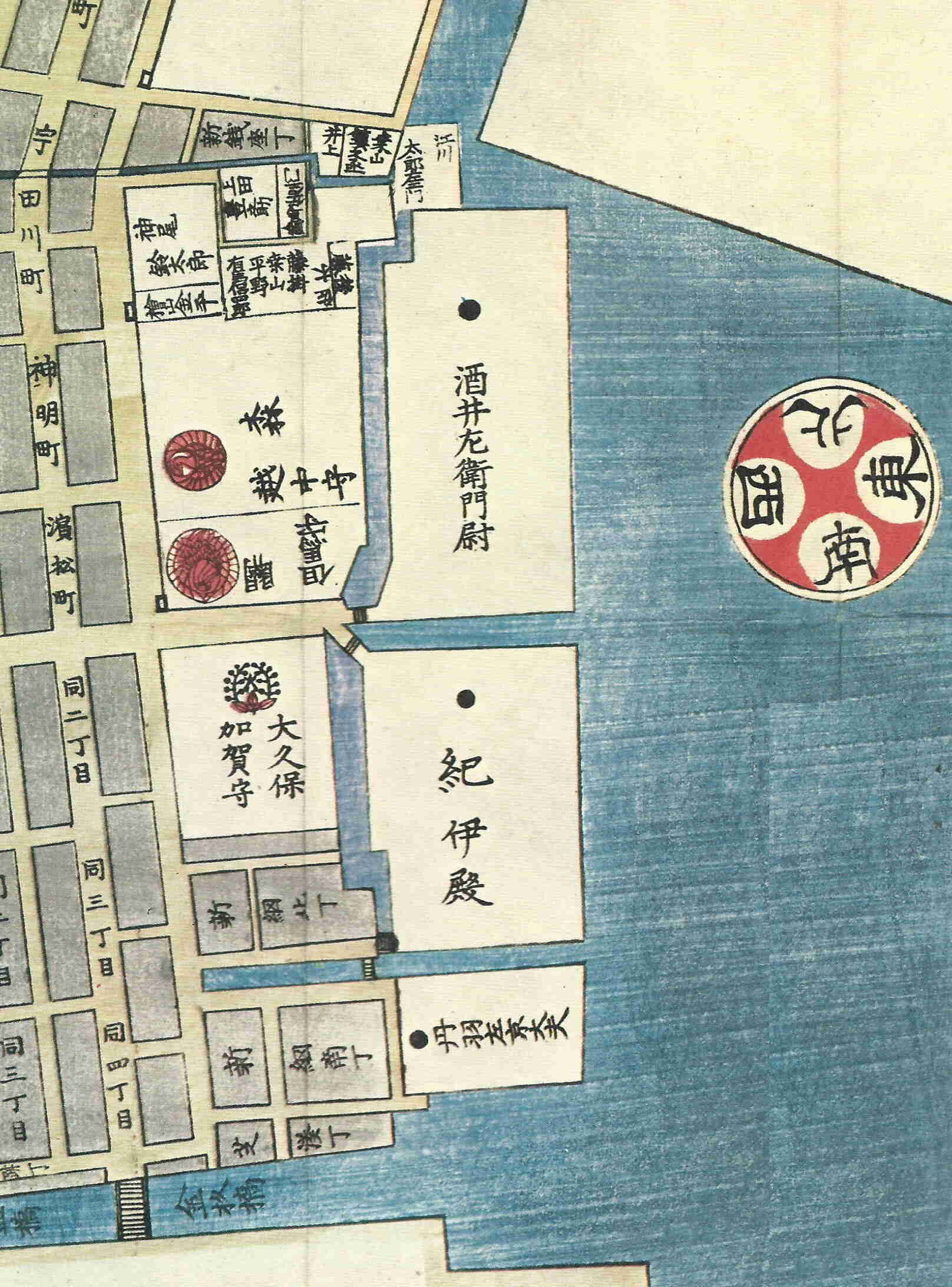
Kiri-ezu (Ausschnitt), 1858

Der Shibarikyū-Park (japanisch 旧芝離宮恩賜庭園, Kyū Shiba rikyū onshi teien) ist ein Park aus der Edo-Zeit im Bezirk Minato in Tokio.
In der Kan’ei-Zeit (1624–1644) befand sich in der Gegend die Residenz das Fürsten (Daimyō) von Aizu, Katō Yoshiaki. 1678 übernahm der Fürst von Odawara und Kanzler (Rōjū) des Shōgun, Ōkubo Tadatomo (1652–1712), das Anwesen und gestaltete den Garten, den er Rakujuen nannte. Der mit dem Meer in Verbindung stehende Wandelgarten soll von ihm angelegt worden sein. Später nutzten das Lehen (Han) Kishū das Gelände bis zur Meiji-Restauration als Nebenresidenz.
1871 fiel das Gelände an Prinz Arisugawa, dann kam es 1875 unter die Verwaltung des Innenministeriums als Ausweichquartier des Kaiserhauses in Notfällen,  1876 schließlich als „Außenpalast“ (離宮, rikyū). Beim Kantō-Erdbeben wurde der Garten stark beschädigt und wurde 1924 der Stadt Tokio überlassen. 1962 verlor der Garten 4.800 m² durch den Bau der Shinkansen.
Der kleine Park umschließt einen verhältnismäßig großen Teich mit drei Inseln, Nakajima (die steht für die mythische Hōraijima), Ukijima und Ōshima. Ein charakteristisches Element ist der Damm über den Westsee (China) zur Nakajima, der auch im Koishikawa Kōrakuen zu finden ist. Es gibt kleine Anhöhen, Ōyama, Karatsuyama (Erinnerung an das frühere Lehen der Ōkubo, Karatsu). Spuren eines Platzes zum Abrichten von Pferden (bakenjo), ein Wisterien-Spalier, Laube vervollständigen diese Gartenkomposition auf engstem Raum. Seit den zwanziger Jahren ist der Park auch von der Wasserseite umbaut, ist aber immer noch ein Platz der Stille  in der Stadt. Seit 1979 kostet der Park Eintritt, er wurde im Rahmen des Gesetzes zum Schutz der Kulturgüter als meishō (sehenswert) deklariert.
Nördlich angrenzend an den Park hatte am Ende der Edo-Zeit Egawa Hidetatsu Rahmen der Landesverteidigung einen Übungsplatz für Kanonen und Gewehre eingerichtet.

## Kenndaten
- Träger: Präfektur Tokio
- Eröffnung: 20. April 1924
- Fläche: 43.070,53 m², darunter 5.453 m² Rasenfläche
- Baumbestand: 1.928  Bäume (1995)
- Buschbestand: 3.059 Büsche 852 m² Buschland
- Rasen: 5.453 m²
- Anlagen: Übungsplatz zum Bogenschießen, Kiosk

## Bildauswahl

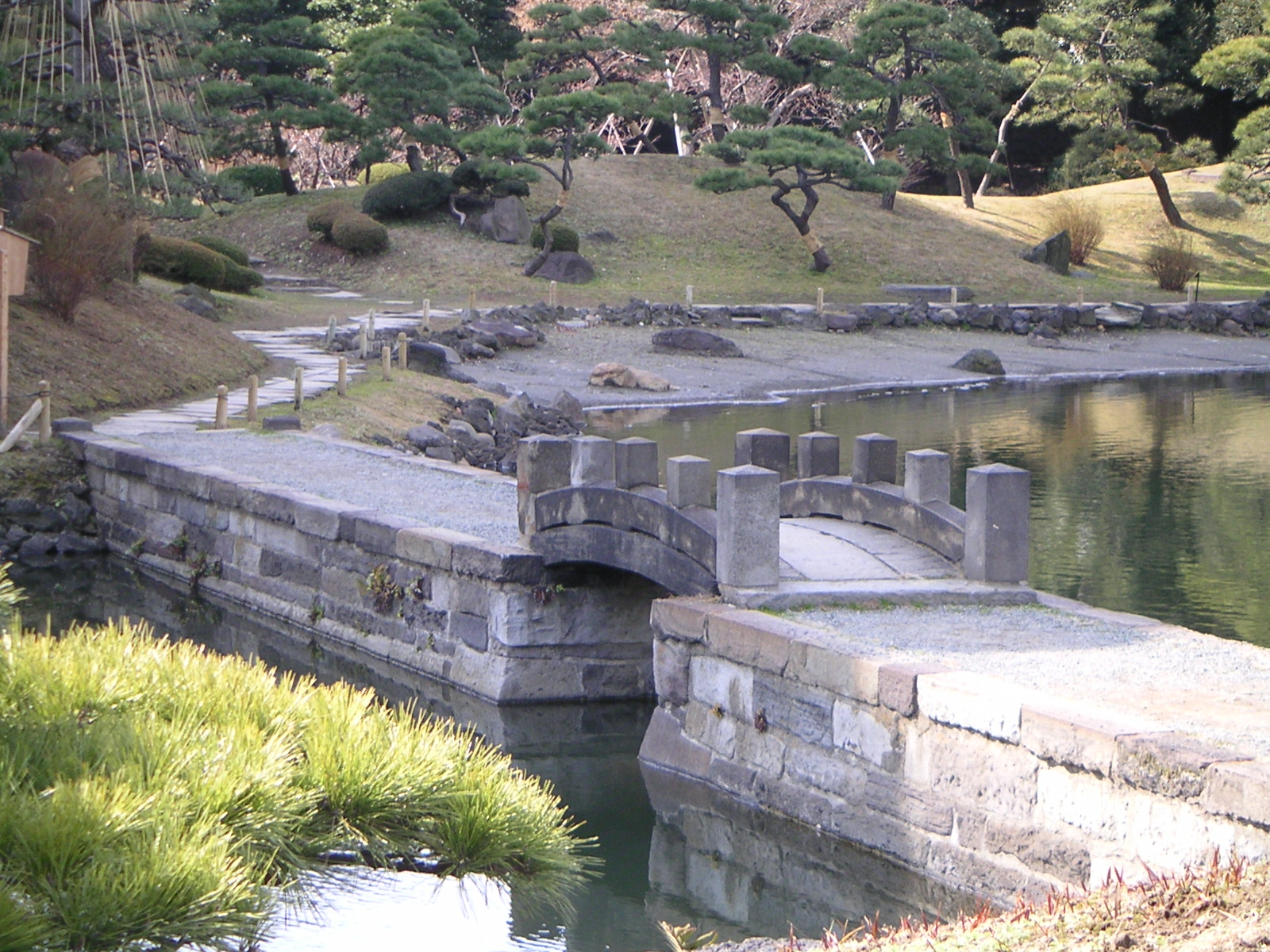
Damm über den Westsee
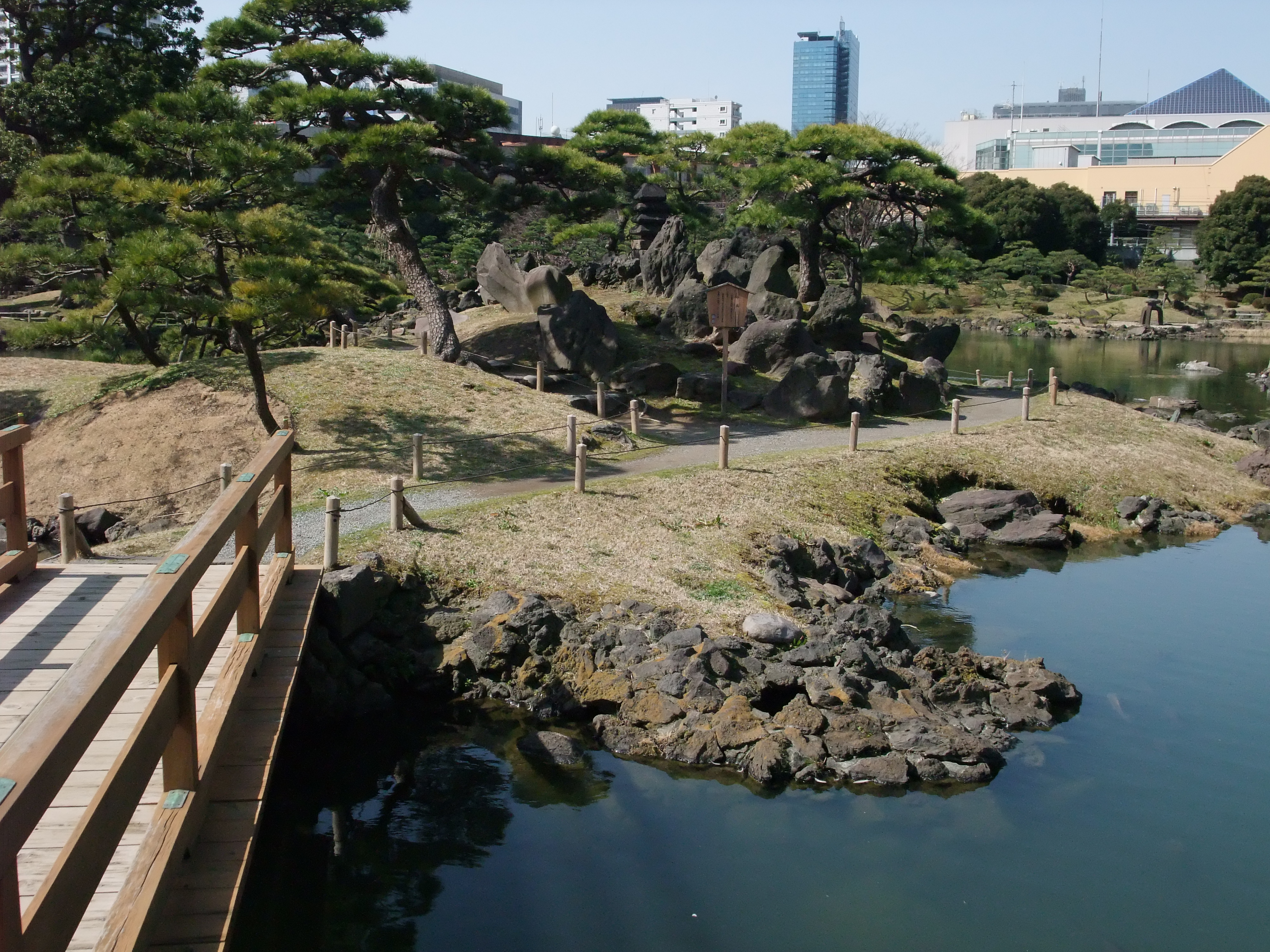
Nakajima
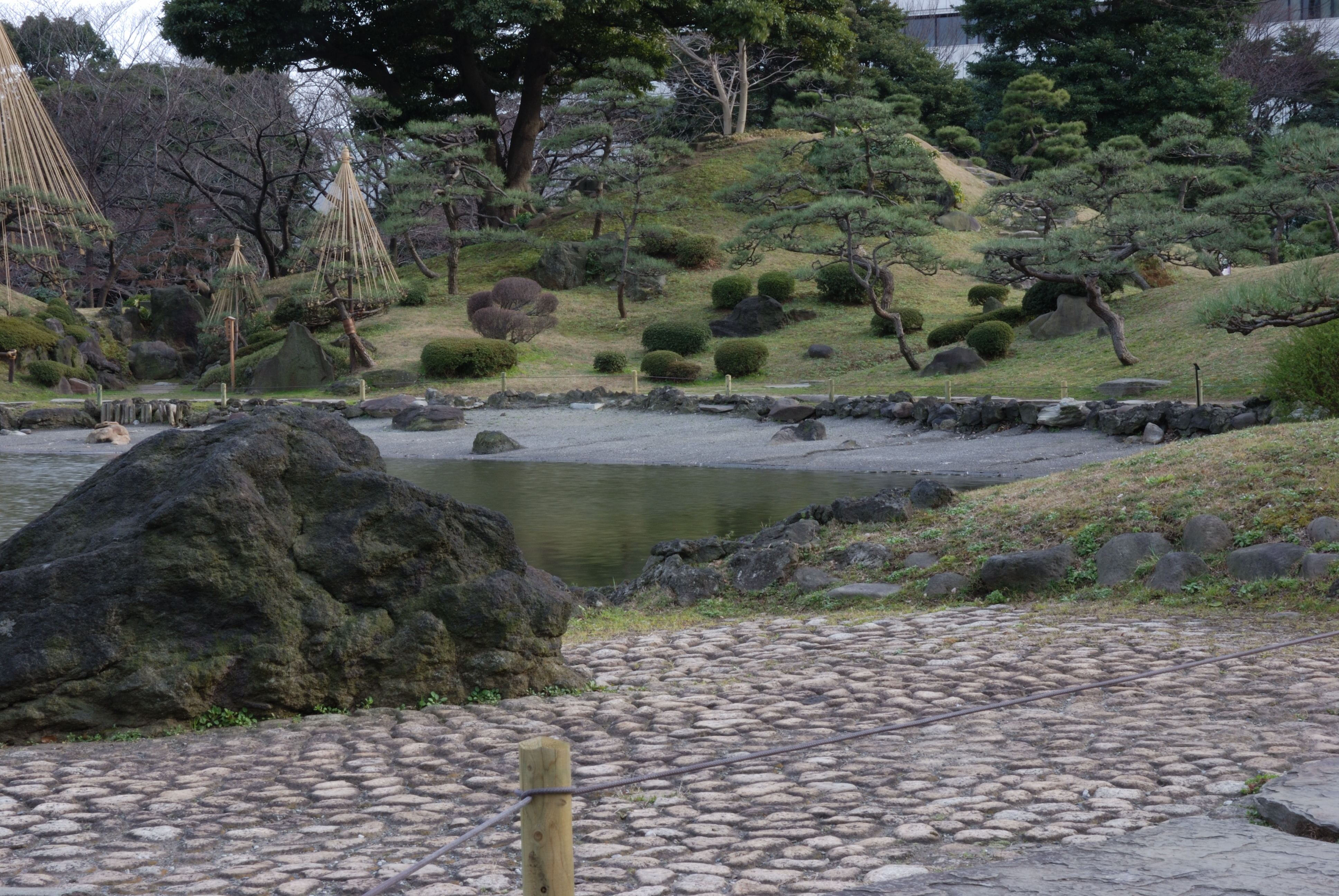
Gartenpartie
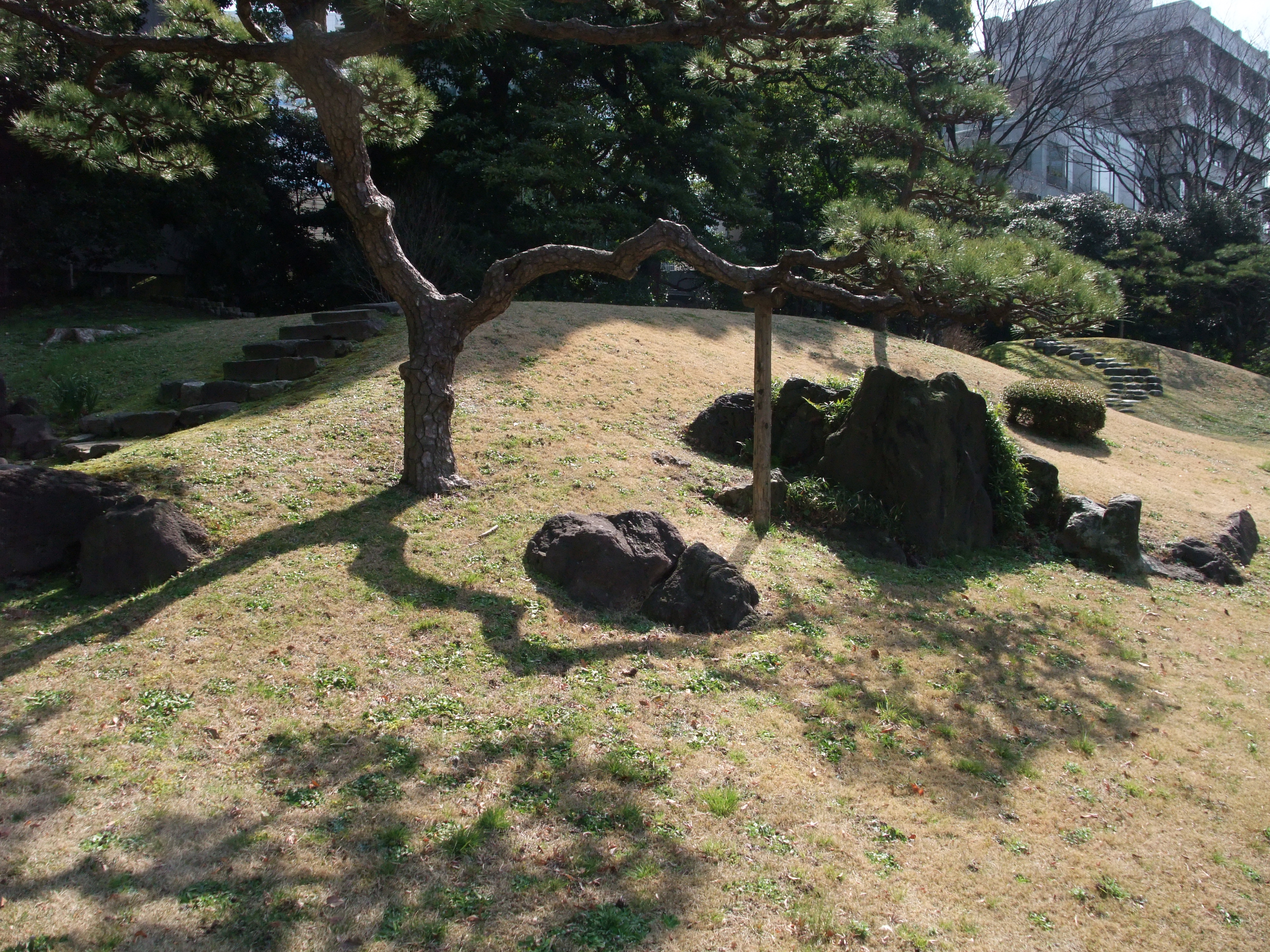
Neun-Fuß-Anhöhe